# Serbia Open 2021
Serbia Open 2021 byl společný tenisový turnaj mužského okruhu ATP Tour a ženského okruhu WTA Tour, který se odehrával na antukových dvorcích v Novakově tenisovém centru. Mužská část probíhala mezi 19. až 25. dubnem 2021 a ženská polovina na ni navázala od 17. do 23. května 2021. Událost se konala v srbské metropoli Bělehradu jako pátý ročník mužského a úvodní ročník ženského turnaje. Serbia Open byl do kalendáře zařazen poprvé od roku 2012. Ředitelem byl Djorde Djoković, mladší bratr světové jedničky a nejvýše nasazeného Srba Novaka Djokoviće.
Mužský turnaj se řadil do kategorie ATP Tour 250 a jeho rozpočet činil 711 800 eur. Ženská událost Serbia Ladies Open 2021 patřila do kategorie WTA 250 a disponovala dotací 235 238 dolarů. Nejvýše nasazenou se po odstoupení Pavljučenkovové stala třicátá čtvrtá tenistka světa Julia Putincevová z Kazachstánu. Jako poslední přímí účastníci do singlových soutěží nastoupili 92. hráč žebříčku, Argentinec Juan Ignacio Londero, a mezi ženami 117. tenistka klasifikace, Francouzka Océane Dodinová.
Čtvrtý singlový titul na okruhu ATP Tour vybojoval desátý hráč světa Matteo Berrettini z Itálie. Čtyřhru vyhrála chorvatská dvojčata Ivan a Matej Sabanovovi. Oba bratři tak na túře ATP získali premiérovou společnou i individuální trofej. První kariérní titul z ženské dvouhry získala španělská tenistka Paula Badosová. Dámskou čtyřhru ovládly srbské tenistky Aleksandra Krunićová a Nina Stojanovićová.

## Rozdělení bodů a finančních odměn

### Rozdělení bodů
| Soutěž       | vítězové | finalisté | semifinalisté | čtvrtfinalisté | 16 v kole | 32 v kole | Q  | Q2 | Q1 |
| ------------ | -------- | --------- | ------------- | -------------- | --------- | --------- | -- | -- | -- |
| dvouhra mužů | 250      | 150       | 90            | 45             | 20        | 0         | 12 | 6  | 0  |
| čtyřhra mužů | 250      | 150       | 90            | 45             | 0         | —         | —  | —  | —  |
| dvouhra žen  | 280      | 180       | 110           | 60             | 30        | 1         | 18 | 12 | 1  |
| čtyřhra žen  | 280      | 180       | 110           | 60             | 1         | —         | —  | —  | —  |

### Finanční odměny
| Soutěž                                | vítězové  | finalisté | semifinalisté | čtvrtfinalisté | 16 v kole | 32 v kole | Q2      | Q1      |
| ------------------------------------- | --------- | --------- | ------------- | -------------- | --------- | --------- | ------- | ------- |
| dvouhra mužů                          | 100 225 € | 58 885 €  | 34 710 €      | 19 840 €       | 11 480 €  | 6 710 €   | 3 280 € | 1 705 € |
| dvouhra žen                           | 29 200 $  | 16 398 $  | 10 100 $      | 5 800 $        | 3 675 $   | 2 675 $   | 1 950 $ | 1 270 $ |
| čtyřhra mužů                          | 34 510 €  | 18 590 €  | 10 560 €      | 6 030 €        | 3 550 €   | —         | —       | —       |
| čtyřhra žen                           | 10 300 $  | 6 000 $   | 3 800 $       | 2 300 $        | 1 750 $   | —         | —       | —       |
| částka ve čtyřhrách je uvedena na pár |           |           |               |                |           |           |         |         |

## Dvouhra mužů

### Nasazení
| Stát                          | Hráč              | ATP | Nasazení |
| ----------------------------- | ----------------- | --- | -------- |
| Srbsko                        | Novak Djoković    | 1.  | 1.       |
| Itálie                        | Matteo Berrettini | 10. | 2.       |
| Rusko                         | Aslan Karacev     | 29. | 3.       |
| Srbsko                        | Dušan Lajović     | 31. | 4.       |
| Srbsko                        | Filip Krajinović  | 37. | 5.       |
| Maďarsko                      | Márton Fucsovics  | 40. | 6.       |
| Austrálie                     | John Millman      | 44. | 7.       |
| Srbsko                        | Miomir Kecmanović | 47. | 8.       |
| Srbsko                        | Laslo Djere       | 49. | 9.       |
| Žebříček ATP k 12. dubnu 2021 |                   |     |          |

### Jiné formy účasti
Následující hráči obdrželi divokou kartu do hlavní soutěže:
- Nikola Milojević
- Danilo Petrović
- Viktor Troicki

Následující hráči postoupili z kvalifikace:
- Facundo Bagnis
- Francisco Cerúndolo
- Gianluca Mager
- Arthur Rinderknech

Následující hráč postoupil z kvalifikace jako tzv. šťastný poražený:
- Roberto Carballés Baena

### Odhlášení
před zahájením turnaje
- Borna Ćorić → nahradil jej  Federico Delbonis
- Márton Fucsovics → nahradil jej  Roberto Carballés Baena
- Gaël Monfils → nahradil jej  Federico Coria
- Jošihito Nišioka → nahradil jej  Kwon Sun-u
- Dominic Thiem → nahradil jej  Juan Ignacio Londero
- Fernando Verdasco → nahradil jej  Alexei Popyrin
- Jiří Veselý → nahradil jej  Marco Cecchinato
- Stan Wawrinka → nahradil jej  Ričardas Berankis

## Ženská dvouhra

### Nasazení
| Stát                           | Hráčka                     | WTA | Nasazení |
| ------------------------------ | -------------------------- | --- | -------- |
| Rusko                          | Anastasija Pavljučenkovová | 30. | 1.       |
| Kazachstán                     | Julia Putincevová          | 34. | 2.       |
| Čína                           | Čang Šuaj                  | 41. | 3.       |
| Španělsko                      | Paula Badosová             | 42. | 4.       |
| Argentina                      | Nadia Podoroská            | 44. | 5.       |
| Francie                        | Kristina Mladenovicová     | 53. | 6.       |
| Švédsko                        | Rebecca Petersonová        | 61. | 7.       |
| Černá Hora                     | Danka Kovinićová           | 62. | 8.       |
| Žebříček WTA k 10. květnu 2021 |                            |     |          |

### Jiné formy účasti
Následující hráčky obdržely divokou kartu do hlavní soutěže:
- Olga Danilovićová
- Ivana Jorovićová
- Lola Radivojevićová

Následující hráčky nastoupily pod žebříčkovou ochranou:
- Mihaela Buzărnescuová
- Andrea Petkovicová

Následující hráčky postoupily z kvalifikace:
- Cristina Bucșová
- Réka Luca Janiová
- Ana Konjuhová
- Camila Osoriová
- Kamilla Rachimovová
- Wang Si-jü

Následující hráčka postoupila z kvalifikace jako tzv. šťastná poražená:
- Viktorija Tomovová

### Odhlášení
před zahájením turnaje
- Kiki Bertensová → nahradila ji  Aljaksandra Sasnovičová
- Sorana Cîrsteaová → nahradila ji  Kaja Juvanová
- Fiona Ferrová → nahradila ji  Anna Kalinská
- Světlana Kuzněcovová → nahradila ji  Kristýna Plíšková
- Magda Linetteová → nahradila ji  Ajla Tomljanovićová
- Anastasija Pavljučenkovová → nahradila ji  Viktorija Tomovová
- Jelena Rybakinová → nahradila ji  Polona Hercogová
- Anastasija Sevastovová → nahradila ji  Tereza Martincová
- Laura Siegemundová → nahradila ji  Tímea Babosová
- Donna Vekićová → nahradila ji  Andrea Petkovicová
- Čeng Saj-saj → nahradila ji  Nina Stojanovićová

## Mužská čtyřhra

### Nasazení
| Stát                                                                                   | Hráč            | Stát       | Hráč             | ATP | Nasazení |
| -------------------------------------------------------------------------------------- | --------------- | ---------- | ---------------- | --- | -------- |
| Chorvatsko                                                                             | Nikola Mektić   | Chorvatsko | Mate Pavić       | 5.  | 1.       |
| USA                                                                                    | Austin Krajicek | Rakousko   | Oliver Marach    | 71. | 2.       |
| Jižní Afrika                                                                           | Raven Klaasen   | Japonsko   | Ben McLachlan    | 71. | 3.       |
| Salvador                                                                               | Marcelo Arévalo | Nizozemsko | Matwé Middelkoop | 93. | 4.       |
| Žebříček ATP k 12. dubnu 2021; číslo je součtem žebříčkového postavení obou členů páru |                 |            |                  |     |          |

### Jiné formy účasti
Následující páry obdržely divokou kartu do čtyřhry:
- Miomir Kecmanović /  Dušan Lajović
- Ivan Sabanov /  Matej Sabanov

Následující pár nastoupil do čtyřhry z pozice náhradníka:
- Artem Sitak /  Stefano Travaglia

### Odhlášení
před zahájením turnaje
- Nikola Mektić /  Mate Pavić → nahradili je  Artem Sitak /  Stefano Travaglia
- Hugo Nys /  Tim Pütz → nahradili je  Matteo Berrettini /  Andrea Vavassori

### Skrečování
- Rohan Bopanna /  Pablo Cuevas

## Ženská čtyřhra

### Nasazení
| Stát                                                                        | Hráčka               | Stát     | Hráčka             | WTA  | Nasazení |
| --------------------------------------------------------------------------- | -------------------- | -------- | ------------------ | ---- | -------- |
| Japonsko                                                                    | Šúko Aojamová        | Japonsko | Ena Šibaharaová    | 26.  | 1.       |
| Maďarsko                                                                    | Tímea Babosová       | Rusko    | Věra Zvonarevová   | 45.  | 2.       |
| Čína                                                                        | Sü I-fan             | Čína     | Čang Šuaj          | 47.  | 3.       |
| Srbsko                                                                      | Aleksandra Krunićová | Srbsko   | Nina Stojanovićová | 115. | 4.       |
| Žebříček WTA k 10. květnu 2021; číslo je součtem umístění obou členek páru. |                      |          |                    |      |          |

### Jiné formy účasti
Následující páry obdržely divokou kartu do čtyřhry:
- Ivana Jorovićová /  Lola Radivojevićová
- Elena Milovanovićová /  Dejana Radanovićová

Následující pár nastoupil do čtyřhry pod žebříčkovou ochranou:
- Natela Dzalamidzeová /  Irina Chromačovová

### Odhlášení
před zahájením turnaje
- Aliona Bolsovová /  Ankita Rainová → nahradily je  Mihaela Buzărnescuová /  Ankita Rainová
- Irina Chromačovová /  Danka Kovinićová → nahradily je  Natela Dzalamidzeová /  Irina Chromačovová
- Anastasija Potapovová /  Věra Zvonarevová → nahradily je  Tímea Babosová /  Věra Zvonarevová

## Přehled finále

### Mužská dvouhra
- Matteo Berrettini vs.  Aslan Karacev, 6–1, 3–6, 7–6(7–0)

### Ženská dvouhra
- Paula Badosová vs.  Ana Konjuhová 6–2, 2–0skreč

### Mužská čtyřhra
- Ivan Sabanov /  Matej Sabanov vs.  Ariel Behar /  Gonzalo Escobar, 6–3, 7–6(7–5)

### Ženská čtyřhra
- Aleksandra Krunićová /  Nina Stojanovićová vs.  Greet Minnenová /  Alison Van Uytvancková 6–0, 6–2